# 克尼亞任
50°3′22″N 28°17′15″E / 50.05611°N 28.28750°E
克尼亞任（烏克蘭語：Княжин），是烏克蘭北部的村莊，隸屬日托米爾州的日托米爾區。該村處於格利博喬克河畔，面積1.464平方公里，海拔高度252米，2001年人口342。